# Vitex mollis
Vitex mollis, llamado popularmente capulincillo, es un arbusto o árbol caducifolio de la familia de las lamiáceas. Se distribuye por América Central el sur de Estados Unidos y México.

## Descripción
Es un árbol caducifolio que puede alcanzar 18 m de altura. Sus hojas son trifoliadas, decusadas, de hasta 21,5 cm de largo, densamente pubescentes y de color amarillo ferruginoso. Los folíolos son elípticos y angostamente obovados. Las flores son de hasta 5 cm de largo, densamente pubescentes, fragantes, bilabiadas, labio superior blanco e inferiores lila pálido, el central es más grande lila y con una mancha amarilla con líneas lila en el cuello. Los frutos son drupas carnosas, globosas, con base cóncava y morado oscuro. No se le conocen usos industriales pero el fruto es comestible.

## Distribución y hábitat
Es un árbol mediano de hasta 15 m de altura. Tiene casi siempre 3 hojas con un tallito largo. Las flores crecen en racimos, son de color azul-blanco o lila-blanco, con un mechón de pelitos y fragantes. Sus frutos son globosos y carnosos.
Habita exclusivamente en la vertiente del Pacífico desde Sonora y Chihuahua hasta Oaxaca, incluyendo la cuenca del Río Balsas y la zona seca de Oaxaca. Habita en selva mediana subcaducifolia y caducifolia, en climas cálidos y semicálidos entre los 300 y los 1600 m s. n. m. Crece a orillas de arroyos y riachuelos, asociado al bosque tropical caducifolio perturbado y bosque de encino.

## Propiedades
En el Estado de México, Guerrero, Michoacán, Morelos y Sonora, es relevante su empleo para contrarrestar los efectos de la picadura de escorpión u otros animales ponzoñosos. Con este propósito, se toma la decocción de las hojas, aunque también ésta puede aplicarse de forma directa en la zona de la picadura. Si a esta decocción se le agregan hojas del papayo (Carica papaya) entonces se usa a manera de cataplasma. 
Asimismo, es importante su uso en trastornos digestivos. En Nayarit es útil en el tratamiento de la soltura, chorro o diarrea que causa dolor de estómago, falta de apetito y ganas de evacuar con frecuencia, el excremento es líquido. En Jalisco contra la diarrea cuecen la corteza de guamúchil (Pithecellobium dulce), la de tepehuaje (Lysiloma acapulcensis), cogollo de ahuilote (Vitex mollis) y el de quebraplato (Solanum nigrum); de esto administran un té tres veces al día.

## Taxonomía
Vitex mollis fue descrita por Carl Sigismund Kunth  y publicado en Nova Genera et Species Plantarum (quarto ed.) 2: 245. 1818.

## Nombres comunes
Coyotomate, capulincillo, nanche de perro, uvalama, igualama, taruma, pechiche y en México agüilote.